# NGC 3049
NGC 3049 (другие обозначения — UGC 5325, IRAS09521+0930, MCG 2-25-55, KARA 383, MK 710, ZWG 63.103, PGC 28590) — галактика в созвездии Лев.
Этот объект входит в число перечисленных в оригинальной редакции «Нового общего каталога».
В ядре галактике происходит мощная вспышка звёздообразования.